# Pedro Riesco
Pedro Riesco Herrera (Madrid, 25 ottobre 1969) è un ex calciatore spagnolo, di ruolo attaccante.

## Palmarès

### Club

#### Competizioni nazionali
- Segunda División: 1

Alavés: 1997-1998

#### Competizioni regionali
- Copa Catalunya: 2

Terrassa: 2001-2002, 2002-2003